# Nuoto ai XVI Giochi paralimpici estivi - Uomini 50 metri dorso
Le gare di nuoto 50 metri dorso uomini ai XVI Giochi paralimpici estivi si sono svolte tra il 29 agosto e il 3 settembre 2021 presso il Tokyo Aquatics Centre. 

## Programma
Sono stati disputati 5 eventi, quattro dei quali articolati in una serie di batterie di qualificazione in mattinata; la finale è stata disputata nel pomeriggio/sera del medesimo giorno.
| S1 |   |   |   |   |  |  |  |  |   | F |   |   |
| S2 |   |   |   |   |  |  |  |  | B | F |   |   |
| S3 | B | F |   |   |  |  |  |  |   |   |   |   |
| S4 |   |   |   |   |  |  |  |  |   |   | B | F |
| S5 |   |   | B | F |  |  |  |  |   |   |   |   |

| M | mattina | P | Pomeriggio/sera |

| B | Batterie di qualificazione | F | Finale per medaglia d'oro |

## Risultati
Tutti i tempi sono espressi in secondi.

### S1
| Pos. | Atleta                    | Nazione     | Tempo   | Note                |
| ---- | ------------------------- | ----------- | ------- | ------------------- |
|      | Iyad Shalabi              | Israele     | 1:11,79 |                     |
|      | Anton Kol                 | Ucraina     | 1:13,78 |                     |
|      | Francesco Bettella        | Italia      | 1:14,87 |                     |
| 4    | Jose Ronaldo da Silva     | Brasile     | 1:21,57 | Record panamericano |
| 5    | Dimitrios Karypidis       | Grecia      | 1:25,30 |                     |
| 6    | Luis Eduardo Rojas Osorno | Colombia    | 1:37,53 |                     |
| 7    | Aliaksei Talai            | Bielorussia | 1:55,58 |                     |

### S2
| Pos. | Atleta                   | Nazione | Tempo   | Note                |
| ---- | ------------------------ | ------- | ------- | ------------------- |
|      | Gabriel Araújo           | Brasile | 53,96   | Record panamericano |
|      | Alberto Abarza           | Cile    | 57,76   |                     |
|      | Vladimir Danilenko       | RPC     | 59,47   |                     |
| 4    | Nikita Kazachiner        | RPC     | 1:00,54 |                     |
| 5    | Roman Bondarenko         | Ucraina | 1:00,61 |                     |
| 6    | Ievgen Panibratets       | Ucraina | 1:03,00 |                     |
| 7    | Aristeidis Makrodimitris | Grecia  | 1:03,28 |                     |
| 8    | Jacek Czech              | Polonia | 1:05,13 |                     |

### S3
| Pos. | Atleta                        | Nazione  | Tempo | Note |
| ---- | ----------------------------- | -------- | ----- | ---- |
|      | Zou Liankang                  | Cina     | 45,25 |      |
|      | Denys Ostapchenko             | Ucraina  | 45,57 |      |
|      | Diego Lopez Diaz              | Messico  | 45,66 |      |
| 4    | Jesus Hernandez Hernandez     | Messico  | 45,75 |      |
| 5    | Vincenzo Boni                 | Italia   | 47,88 |      |
| 6    | Serhii Palamarchuk            | Ucraina  | 49,65 |      |
| 7    | Josia Tim Alexander Topf      | Germania | 49,99 |      |
| 8    | Miguel Angel Martinez Tajuelo | Spagna   | 54,57 |      |

### S4
| Pos. | Atleta                         | Nazione   | Tempo | Note            |
| ---- | ------------------------------ | --------- | ----- | --------------- |
|      | Roman Zhdanov                  | RPC       | 40,99 | Record mondiale |
|      | Arnošt Petráček                | Rep. Ceca | 41,26 |                 |
|      | Angel de Jesus Camacho Ramirez | Messico   | 43,25 |                 |
| 4    | Dmytro Vynohradets             | Ucraina   | 44,91 |                 |
| 5    | Liu Benying                    | Cina      | 45,21 |                 |
| 6    | Matz Topkin                    | Estonia   | 45,42 |                 |
| 7    | Xavier Torres                  | Spagna    | 46,93 |                 |
| 8    | Ronystony Cordeiro da Silva    | Brasile   | 46,95 |                 |

### S5
| Pos. | Atleta               | Nazione       | Tempo | Note            |
| ---- | -------------------- | ------------- | ----- | --------------- |
|      | Zheng Tao            | Cina          | 31,42 | Record mondiale |
|      | Ruan Jingsong        | Cina          | 32,97 |                 |
|      | Wang Lichao          | Cina          | 33,38 |                 |
| 4    | Yaroslav Semenenko   | Ucraina       | 35,05 |                 |
| 5    | Daniel de Faria Dias | Brasile       | 35,99 |                 |
| 6    | Igor Plotnikov       | RPC           | 37,40 |                 |
| 7    | Mullen Andrew        | Gran Bretagna | 37,96 |                 |
| 8    | Antoni Ponce Bertran | Spagna        | 38,42 |                 |